# Salim Mezaza
Salim Mezaza (en arabe : سليم مزعزع), né le 26 janvier 2004 en Algérie, est un handballeur international algérien.

## Palmarès

### En équipe d'Algérie
Championnats du monde
- 30e place au Championnat du monde 2025 ( Croatie/ Danemark/ Norvège)